# Johnny Weltz
Johnny Weltz (Copenaghen, 20 marzo 1962) è un ex ciclista su strada e dirigente sportivo danese.
Professionista dal 1987 al 1995, in carriera ha vinto una tappa al Tour de France e una alla Vuelta a España; ha conquistato anche un campionato danese.

## Palmarès

### Strada
- 1986 (dilettanti)

Parigi-Tours dilettanti
- 1987 (Fagor-MBK, due vittorie)

Grand Prix d'Ouverture La Marseillaise
Grand Prix de Plumelec
- 1988 (Fagor-MBK, due vittorie)

14ª tappa Vuelta a España (La Seu d'Urgell > Sant Quirze del Vallès)
19ª tappa Tour de France (Limoges > Puy de Dôme)
- 1989 (ONCE, tre vittorie)

1ª tappa Vuelta al País Vasco (Lazkao > Lazkao)
Campionati danesi, Prova in linea
Scandinavian Open Road Race
- 1991 (ONCE, una vittoria)

6ª tappa Vuelta a Asturias (Pola de Siero > Oviedo)
- 1992 (ONCE, una vittoria)

Clásica de Almería
- 1993 (ONCE, una vittoria)

Trofeo Comunidad Foral de Navarra

#### Altri successi
- 1988 (Fagor-MBK)

Criterium Angers
Critérium cycliste international de Quillan
- 1991 (ONCE)

1ª tappa, 2ª semitappa Vuelta a España (Montijo > Badajoz, cronosquadre)
1ª tappa Volta a Catalunya (Manresa, cronosquadre)
- 1993 (ONCE)

2ª tappa Parigi-Nizza (Roanne, cronosquadre)

## Piazzamenti

### Grandi Giri
- Giro d'Italia

1992: ritirato (11ª tappa)
- Tour de France

1988: 54º
1990: ritirato (14ª tappa)
1991: ritirato (18ª tappa)
1992: 119º
- Vuelta a España

1987: 42º
1988: 53º
1989: non partito (2ª tappa)
1990: 28º
1991: 48º
1994: 51º
1995: 90º

### Classiche monumento
- Milano-Sanremo

1990: 23º
1991: 9º
1992: 66º
1993: 158º
- Giro delle Fiandre

1990: 87º
1992: 63º
- Parigi-Roubaix

1991: 78º
1993: 56º
- Giro di Lombardia

1991: 16º
1992: 60º

### Competizioni mondiali
- Campionati del mondo

Giavera del Montello 1985 - In linea Dilettanti: 2º
Colorado Springs 1986 - In linea Dilettanti: 24º
Villaco 1987 - In linea Professionisti: ritirato
Ronse 1988 - In linea Professionisti: 34º
Chamnéry 1989 - In linea Professionisti: 38º
Utsunomiya 1990 - In linea Professionisti: 7º
Stoccarda 1991 - In linea Professionisti: 49º
Benidorm 1992 - In linea Professionisti: 27º
Oslo 1993 - In linea Professionisti: 26º
Agrigento 1994 - In linea Elite: ritirato